# Vòng đấu loại trực tiếp UEFA Champions League 2023–24
Vòng đấu loại trực tiếp UEFA Champions League 2023–24 bắt đầu vào ngày 13 tháng 2 với vòng 16 đội và kết thúc vào ngày 1 tháng 6 năm 2024 với trận chung kết tại Sân vận động Wembley ở London, Anh để xác định nhà vô địch của UEFA Champions League 2023–24. Có tổng cộng 16 đội thi đấu ở vòng đấu loại trực tiếp.
Thời gian là CET/CEST, do UEFA liệt kê (giờ địa phương, nếu khác nhau thì nằm trong ngoặc đơn).

## Các đội lọt vào
Vòng đấu loại trực tiếp bao gồm 16 đội lọt vào với tư cách là đội nhất và nhì của mỗi bảng trong số tám bảng ở vòng bảng.

| Bảng | Đội nhất (được xếp vào nhóm hạt giống ở lễ bốc thăm vòng 16 đội) | Đội nhì (được xếp vào nhóm không hạt giống ở lễ bốc thăm vòng 16 đội) |
| ---- | ---------------------------------------------------------------- | --------------------------------------------------------------------- |
| A    | Bayern Munich                                                    | Copenhagen                                                            |
| B    | Arsenal                                                          | PSV Eindhoven                                                         |
| C    | Real Madrid                                                      | Napoli                                                                |
| D    | Real Sociedad                                                    | Inter Milan                                                           |
| E    | Atlético Madrid                                                  | Lazio                                                                 |
| F    | Borussia Dortmund                                                | Paris Saint-Germain                                                   |
| G    | Manchester City                                                  | RB Leipzig                                                            |
| H    | Barcelona                                                        | Porto                                                                 |

## Thể thức
Mỗi cặp đấu ở vòng đấu loại trực tiếp, ngoại trừ trận chung kết, được diễn ra qua hai lượt trận với mỗi đội thi đấu một lượt tại sân nhà. Đội nào ghi được tổng số bàn thắng nhiều hơn qua hai lượt trận đi tiếp vào vòng tiếp theo. Nếu tổng tỉ số bằng nhau thì 30 phút của hiệp phụ được diễn ra (luật bàn thắng sân khách không được áp dụng). Nếu tỉ số vẫn bằng nhau tại thời điểm cuối hiệp phụ, đội thắng được quyết định bằng loạt sút luân lưu. Ở trận chung kết, nơi diễn ra một trận duy nhất, nếu tỉ số hòa sau thời gian thi đấu chính thức, hiệp phụ được diễn ra, sau đó là loạt sút luân lưu nếu tỉ số vẫn hòa.

Cơ chế của lễ bốc thăm cho mỗi vòng như sau:
- Ở lễ bốc thăm cho vòng 16 đội, tám đội nhất bảng được xếp vào nhóm hạt giống và tám đội nhì bảng được xếp vào nhóm không hạt giống. Các đội hạt giống được bốc thăm để đấu với các đội không hạt giống với các đội hạt giống tổ chức trận lượt về. Các đội từ cùng bảng hoặc cùng hiệp hội không thể được bốc thăm để đấu với nhau.
- Ở lễ bốc thăm cho vòng tứ kết và bán kết, không có đội hạt giống nào và các đội từ cùng bảng hoặc cùng hiệp hội có thể được bốc thăm để đấu với nhau. Do lễ bốc thăm cho vòng tứ kết và bán kết được tổ chức cùng nhau trước khi vòng tứ kết được diễn ra, danh tính của các đội thắng tứ kết không được biết tại thời điểm bốc thăm bán kết. Một lượt bốc thăm cũng được tổ chức để xác định đội thắng bán kết nào được chỉ định là đội "nhà" cho trận chung kết (vì mục đích hành chính do trận đấu được diễn ra tại một địa điểm trung lập).

Đối với vòng tứ kết và bán kết, các đội từ cùng thành phố không được xếp lịch để thi đấu tại sân nhà vào cùng ngày hoặc vào các ngày liên tiếp do công tác hậu cần và kiểm soát đám đông. Để tránh xung đột lịch thi đấu như vậy, nếu hai đội được bốc thăm để thi đấu tại sân nhà trong cùng lượt trận, thứ tự các lượt trận của cặp đấu liên quan đến đội có thứ hạng trong nước thấp hơn ở mùa giải vòng loại được đảo ngược so với lần bốc thăm ban đầu.

## Nhánh đấu
|  | Vòng 16 đội         | Vòng 16 đội         | Vòng 16 đội | Vòng 16 đội |                     |                   | Tứ kết            | Tứ kết | Tứ kết | Tứ kết |  |  | Bán kết | Bán kết | Bán kết | Bán kết |  |  | Chung kết | Chung kết | Chung kết | Chung kết |
|  |                     |                     |             |             |                     |                   |                   |        |        |        |  |  |         |         |         |         |  |  |           |           |           |           |
|  |                     |                     |             |             |                     |                   |                   |        |        |        |  |  |         |         |         |         |  |  |           |           |           |           |
|  |                     |                     |             |             |                     |                   |                   |        |        |        |  |  |         |         |         |         |  |  |           |           |           |           |
|  | Inter Milan         | 1                   | 1           | 2 (2)       |                     |                   |                   |        |        |        |  |  |         |         |         |         |  |  |           |           |           |           |
|  | Inter Milan         | 1                   | 1           | 2 (2)       |                     |                   |                   |        |        |        |  |  |         |         |         |         |  |  |           |           |           |           |
|  | Atlético Madrid (p) | 0                   | 2           | 2 (3)       |                     |                   |                   |        |        |        |  |  |         |         |         |         |  |  |           |           |           |           |
|  | Atlético Madrid (p) | 0                   | 2           | 2 (3)       | Atlético Madrid     | 2                 | 2                 | 4      |        |        |  |  |         |         |         |         |  |  |           |           |           |           |
|  |                     |                     |             |             | Atlético Madrid     | 2                 | 2                 | 4      |        |        |  |  |         |         |         |         |  |  |           |           |           |           |
|  |                     | Borussia Dortmund   | 1           | 4           | 5                   |                   |                   |        |        |        |  |  |         |         |         |         |  |  |           |           |           |           |
|  | PSV Eindhoven       | Borussia Dortmund   | 1           | 4           | 5                   | 1                 | 0                 | 1      |        |        |  |  |         |         |         |         |  |  |           |           |           |           |
|  | PSV Eindhoven       |                     |             |             |                     | 1                 | 0                 | 1      |        |        |  |  |         |         |         |         |  |  |           |           |           |           |
|  | Borussia Dortmund   | 1                   | 2           | 3           |                     |                   |                   |        |        |        |  |  |         |         |         |         |  |  |           |           |           |           |
|  | Borussia Dortmund   | 1                   | 2           | 3           | Borussia Dortmund   | 1                 | 1                 | 2      |        |        |  |  |         |         |         |         |  |  |           |           |           |           |
|  |                     |                     |             |             | Borussia Dortmund   | 1                 | 1                 | 2      |        |        |  |  |         |         |         |         |  |  |           |           |           |           |
|  |                     | Paris Saint-Germain | 0           | 0           | 0                   |                   |                   |        |        |        |  |  |         |         |         |         |  |  |           |           |           |           |
|  | Paris Saint-Germain | Paris Saint-Germain | 0           | 0           | 0                   | 2                 | 2                 | 4      |        |        |  |  |         |         |         |         |  |  |           |           |           |           |
|  | Paris Saint-Germain |                     |             |             |                     | 2                 | 2                 | 4      |        |        |  |  |         |         |         |         |  |  |           |           |           |           |
|  | Real Sociedad       | 0                   | 1           | 1           |                     |                   |                   |        |        |        |  |  |         |         |         |         |  |  |           |           |           |           |
|  | Real Sociedad       | 0                   | 1           | 1           | Paris Saint-Germain | 2                 | 4                 | 6      |        |        |  |  |         |         |         |         |  |  |           |           |           |           |
|  |                     |                     |             |             | Paris Saint-Germain | 2                 | 4                 | 6      |        |        |  |  |         |         |         |         |  |  |           |           |           |           |
|  |                     | Barcelona           | 3           | 1           | 4                   |                   |                   |        |        |        |  |  |         |         |         |         |  |  |           |           |           |           |
|  | Napoli              | Barcelona           | 3           | 1           | 4                   | 1                 | 1                 | 2      |        |        |  |  |         |         |         |         |  |  |           |           |           |           |
|  | Napoli              |                     |             |             | 1 tháng 6 – London  | 1                 | 1                 | 2      |        |        |  |  |         |         |         |         |  |  |           |           |           |           |
|  | Barcelona           | 1                   | 3           | 4           |                     |                   |                   |        |        |        |  |  |         |         |         |         |  |  |           |           |           |           |
|  | Barcelona           | 1                   | 3           | 4           | Borussia Dortmund   | Borussia Dortmund | Borussia Dortmund | 0      |        |        |  |  |         |         |         |         |  |  |           |           |           |           |
|  |                     |                     |             |             | Borussia Dortmund   | Borussia Dortmund | Borussia Dortmund | 0      |        |        |  |  |         |         |         |         |  |  |           |           |           |           |
|  |                     | Real Madrid         | Real Madrid | Real Madrid | 2                   |                   |                   |        |        |        |  |  |         |         |         |         |  |  |           |           |           |           |
|  | Porto               | Real Madrid         | Real Madrid | Real Madrid | 2                   | 1                 | 0                 | 1 (2)  |        |        |  |  |         |         |         |         |  |  |           |           |           |           |
|  | Porto               |                     |             |             |                     | 1                 | 0                 | 1 (2)  |        |        |  |  |         |         |         |         |  |  |           |           |           |           |
|  | Arsenal (p)         | 0                   | 1           | 1 (4)       |                     |                   |                   |        |        |        |  |  |         |         |         |         |  |  |           |           |           |           |
|  | Arsenal (p)         | 0                   | 1           | 1 (4)       | Arsenal             | 2                 | 0                 | 2      |        |        |  |  |         |         |         |         |  |  |           |           |           |           |
|  |                     |                     |             |             | Arsenal             | 2                 | 0                 | 2      |        |        |  |  |         |         |         |         |  |  |           |           |           |           |
|  |                     | Bayern Munich       | 2           | 1           | 3                   |                   |                   |        |        |        |  |  |         |         |         |         |  |  |           |           |           |           |
|  | Lazio               | Bayern Munich       | 2           | 1           | 3                   | 1                 | 0                 | 1      |        |        |  |  |         |         |         |         |  |  |           |           |           |           |
|  | Lazio               |                     |             |             |                     | 1                 | 0                 | 1      |        |        |  |  |         |         |         |         |  |  |           |           |           |           |
|  | Bayern Munich       | 0                   | 3           | 3           |                     |                   |                   |        |        |        |  |  |         |         |         |         |  |  |           |           |           |           |
|  | Bayern Munich       | 0                   | 3           | 3           | Bayern Munich       | 2                 | 1                 | 3      |        |        |  |  |         |         |         |         |  |  |           |           |           |           |
|  |                     |                     |             |             | Bayern Munich       | 2                 | 1                 | 3      |        |        |  |  |         |         |         |         |  |  |           |           |           |           |
|  |                     | Real Madrid         | 2           | 2           | 4                   |                   |                   |        |        |        |  |  |         |         |         |         |  |  |           |           |           |           |
|  | RB Leipzig          | Real Madrid         | 2           | 2           | 4                   | 0                 | 1                 | 1      |        |        |  |  |         |         |         |         |  |  |           |           |           |           |
|  | RB Leipzig          |                     |             |             |                     | 0                 | 1                 | 1      |        |        |  |  |         |         |         |         |  |  |           |           |           |           |
|  | Real Madrid         | 1                   | 1           | 2           |                     |                   |                   |        |        |        |  |  |         |         |         |         |  |  |           |           |           |           |
|  | Real Madrid         | 1                   | 1           | 2           | Real Madrid (p)     | 3                 | 1                 | 4 (4)  |        |        |  |  |         |         |         |         |  |  |           |           |           |           |
|  |                     |                     |             |             | Real Madrid (p)     | 3                 | 1                 | 4 (4)  |        |        |  |  |         |         |         |         |  |  |           |           |           |           |
|  |                     | Manchester City     | 3           | 1           | 4 (3)               |                   |                   |        |        |        |  |  |         |         |         |         |  |  |           |           |           |           |
|  | Copenhagen          | Manchester City     | 3           | 1           | 4 (3)               | 1                 | 1                 | 2      |        |        |  |  |         |         |         |         |  |  |           |           |           |           |
|  | Copenhagen          |                     |             |             |                     | 1                 | 1                 | 2      |        |        |  |  |         |         |         |         |  |  |           |           |           |           |
|  | Manchester City     | 3                   | 3           | 6           |                     |                   |                   |        |        |        |  |  |         |         |         |         |  |  |           |           |           |           |
|  | Manchester City     | 3                   | 3           | 6           |                     |                   |                   |        |        |        |  |  |         |         |         |         |  |  |           |           |           |           |

## Vòng 16 đội
Lễ bốc thăm cho vòng 16 đội được tổ chức vào ngày 18 tháng 12 năm 2023, lúc 12:00 CET.

### Tóm tắt
Các trận lượt đi được diễn ra vào ngày 13, 14, 20 và 21 tháng 2, các trận lượt về được diễn ra vào ngày 5, 6, 12 và 13 tháng 3 năm 2024.
| Đội 1               | TTS         | Đội 2             | Lượt đi | Lượt về      |
| ------------------- | ----------- | ----------------- | ------- | ------------ |
| Porto               | 1–1 (2–4 p) | Arsenal           | 1–0     | 0–1 (s.h.p.) |
| Napoli              | 2–4         | Barcelona         | 1–1     | 1–3          |
| Paris Saint-Germain | 4–1         | Real Sociedad     | 2–0     | 2–1          |
| Inter Milan         | 2–2 (2–3 p) | Atlético Madrid   | 1–0     | 1–2 (s.h.p.) |
| PSV Eindhoven       | 1–3         | Borussia Dortmund | 1–1     | 0–2          |
| Lazio               | 1–3         | Bayern Munich     | 1–0     | 0–3          |
| Copenhagen          | 2–6         | Manchester City   | 1–3     | 1–3          |
| RB Leipzig          | 1–2         | Real Madrid       | 0–1     | 1–1          |

### Các trận đấu
| Porto          | 1–0      | Arsenal |
| -------------- | -------- | ------- |
| - Galeno 90+4' | Chi tiết |         |

| Arsenal                            | 1–0 (s.h.p.) | Porto                              |
| ---------------------------------- | ------------ | ---------------------------------- |
| - Trossard 41'                     | Chi tiết     |                                    |
| Loạt sút luân lưu                  |              |                                    |
| - Ødegaard - Havertz - Saka - Rice | 4–2          | - Pepê - Wendell - Grujić - Galeno |

Tổng tỷ số 1–1. Arsenal thắng 4–2 trên chấm luân lưu.
| Napoli        | 1–1      | Barcelona         |
| ------------- | -------- | ----------------- |
| - Osimhen 75' | Chi tiết | - Lewandowski 60' |

| Barcelona                                   | 3–1      | Napoli         |
| ------------------------------------------- | -------- | -------------- |
| - López 15' - Cancelo 17' - Lewandowski 83' | Chi tiết | - Rrahmani 30' |

Barcelona thắng với tổng tỷ số 4–2.
| Paris Saint-Germain        | 2–0      | Real Sociedad |
| -------------------------- | -------- | ------------- |
| - Mbappé 58' - Barcola 70' | Chi tiết |               |

| Real Sociedad | 1–2      | Paris Saint-Germain |
| ------------- | -------- | ------------------- |
| - Merino 89'  | Chi tiết | - Mbappé 15', 56'   |

Paris Saint-Germain thắng với tổng tỷ số 4–1.
| Inter Milan      | 1–0      | Atlético Madrid |
| ---------------- | -------- | --------------- |
| - Arnautović 79' | Chi tiết |                 |

| Atlético Madrid                    | 2–1 (s.h.p.) | Inter Milan                                           |
| ---------------------------------- | ------------ | ----------------------------------------------------- |
| - Griezmann 35' - Depay 87'        | Chi tiết     | - Dimarco 33'                                         |
| Loạt sút luân lưu                  |              |                                                       |
| - Depay - Saúl - Riquelme - Correa | 3–2          | - Çalhanoğlu - Sánchez - Klaassen - Acerbi - Martínez |

Tổng tỷ số 2–2. Atlético Madrid thắng 3–2 trên chấm luân lưu.
| PSV Eindhoven         | 1–1      | Borussia Dortmund |
| --------------------- | -------- | ----------------- |
| - De Jong 56' (ph.đ.) | Chi tiết | - Malen 24'       |

| Borussia Dortmund        | 2–0      | PSV Eindhoven |
| ------------------------ | -------- | ------------- |
| - Sancho 3' - Reus 90+5' | Chi tiết |               |

Borussia Dortmund thắng với tổng tỷ số 3–1.
| Lazio                  | 1–0      | Bayern Munich |
| ---------------------- | -------- | ------------- |
| - Immobile 69' (ph.đ.) | Chi tiết |               |

| Bayern Munich                  | 3–0      | Lazio |
| ------------------------------ | -------- | ----- |
| - Kane 38', 66' - Müller 45+2' | Chi tiết |       |

Bayern Munich thắng với tổng tỷ số 3–1.
| Copenhagen     | 1–3      | Manchester City                             |
| -------------- | -------- | ------------------------------------------- |
| - Mattsson 34' | Chi tiết | - De Bruyne 10' - Silva 45+1' - Foden 90+2' |

| Manchester City                          | 3–1      | Copenhagen        |
| ---------------------------------------- | -------- | ----------------- |
| - Akanji 5' - Álvarez 9' - Haaland 45+3' | Chi tiết | - Elyounoussi 29' |

Manchester City thắng với tổng tỷ số 6–2.
| RB Leipzig | 0–1      | Real Madrid |
| ---------- | -------- | ----------- |
|            | Chi tiết | - Díaz 48'  |

| Real Madrid    | 1–1      | RB Leipzig  |
| -------------- | -------- | ----------- |
| - Vinícius 65' | Chi tiết | - Orbán 68' |

Real Madrid thắng với tổng tỷ số 2–1.

## Tứ kết
Lễ bốc thăm cho vòng tứ kết được tổ chức vào ngày 15 tháng 3 năm 2024, lúc 12:00 CET.

### Tóm tắt
Các trận lượt đi được diễn ra vào ngày 9 và 10 tháng 4, các trận lượt về được diễn ra vào ngày 16 và 17 tháng 4 năm 2024.
| Đội 1               | TTS         | Đội 2             | Lượt đi | Lượt về      |
| ------------------- | ----------- | ----------------- | ------- | ------------ |
| Arsenal             | 2–3         | Bayern Munich     | 2–2     | 0–1          |
| Atlético Madrid     | 4–5         | Borussia Dortmund | 2–1     | 2–4          |
| Real Madrid         | 4–4 (4–3 p) | Manchester City   | 3–3     | 1–1 (s.h.p.) |
| Paris Saint-Germain | 6–4         | Barcelona         | 2–3     | 4–1          |

### Các trận đấu
| Arsenal                   | 2–2      | Bayern Munich                   |
| ------------------------- | -------- | ------------------------------- |
| - Saka 12' - Trossard 76' | Chi tiết | - Gnabry 18' - Kane 32' (ph.đ.) |

| Bayern Munich | 1–0      | Arsenal |
| ------------- | -------- | ------- |
| - Kimmich 63' | Chi tiết |         |

Bayern Munich thắng với tổng tỷ số 3–2.
| Atlético Madrid         | 2–1      | Borussia Dortmund |
| ----------------------- | -------- | ----------------- |
| - De Paul 4' - Lino 32' | Chi tiết | - Haller 81'      |

| Borussia Dortmund                                        | 4–2      | Atlético Madrid                   |
| -------------------------------------------------------- | -------- | --------------------------------- |
| - Brandt 34' - Maatsen 39' - Füllkrug 71' - Sabitzer 74' | Chi tiết | - Hummels 49' (l.n.) - Correa 64' |

Borussia Dortmund thắng với tổng tỷ số 5–4.
| Real Madrid                                    | 3–3      | Manchester City                       |
| ---------------------------------------------- | -------- | ------------------------------------- |
| - Dias 12' (l.n.) - Rodrygo 14' - Valverde 79' | Chi tiết | - Silva 2' - Foden 66' - Gvardiol 71' |

| Manchester City                                  | 1–1 (s.h.p.) | Real Madrid                                       |
| ------------------------------------------------ | ------------ | ------------------------------------------------- |
| - Rodrygo 12'                                    | Chi tiết     | - De Bruyne 76'                                   |
| Loạt sút luân lưu                                |              |                                                   |
| - Álvarez - B. Silva - Kovačić - Foden - Ederson | 3–4          | - Modrić - Bellingham - Vázquez - Nacho - Rudiger |

Tổng tỷ số 4–4. Real Madrid thắng 4–3 trên chấm luân lưu.
| Paris Saint-Germain         | 2–3      | Barcelona                             |
| --------------------------- | -------- | ------------------------------------- |
| - Dembélé 48' - Vitinha 51' | Chi tiết | - Raphinha 37', 62' - Christensen 77' |

| Barcelona      | 1–4      | Paris Saint-Germain                                   |
| -------------- | -------- | ----------------------------------------------------- |
| - Raphinha 12' | Chi tiết | - Dembélé 40' - Vitinha 54' - Mbappé 61' (ph.đ.), 89' |

Paris Saint-Germain thắng với tổng tỷ số 6–4.

## Bán kết
Lễ bốc thăm cho vòng bán kết được tổ chức vào ngày 15 tháng 3 năm 2024, lúc 12:00 CET, sau khi bốc thăm tứ kết.

### Tóm tắt
Các trận lượt đi được diễn ra vào ngày 30 tháng 4 và 1 tháng 5, các trận lượt về được diễn ra vào ngày 7 và 8 tháng 5 năm 2024.
| Đội 1             | TTS | Đội 2               | Lượt đi | Lượt về |
| ----------------- | --- | ------------------- | ------- | ------- |
| Borussia Dortmund | 2–0 | Paris Saint-Germain | 1–0     | 1–0     |
| Bayern Munich     | 3–4 | Real Madrid         | 2–2     | 1–2     |

### Các trận đấu
| Borussia Dortmund | 1–0      | Paris Saint-Germain |
| ----------------- | -------- | ------------------- |
| - Füllkrug 36'    | Chi tiết |                     |

| Paris Saint-Germain | 0–1      | Borussia Dortmund |
| ------------------- | -------- | ----------------- |
|                     | Chi tiết | - Hummels 50'     |

Borussia Dortmund thắng với tổng tỷ số 2–0.
| Bayern Munich                 | 2–2      | Real Madrid                 |
| ----------------------------- | -------- | --------------------------- |
| - Sané 53' - Kane 57' (ph.đ.) | Chi tiết | - Vinícius 24', 83' (ph.đ.) |

| Real Madrid         | 2–1      | Bayern Munich |
| ------------------- | -------- | ------------- |
| - Joselu 88', 90+1' | Chi tiết | - Davies 68'  |

Real Madrid thắng với tổng tỷ số 4–3.

## Chung kết
Trận chung kết diễn ra vào ngày 1 tháng 6 năm 2024 tại Sân vận động Wembley ở London. Một lượt bốc thăm được tổ chức vào ngày 15 tháng 3 năm 2024, sau khi bốc thăm tứ kết và bán kết, để xác định đội "nhà" vì mục đích hành chính.
| Borussia Dortmund | 0–2      | Real Madrid                   |
| ----------------- | -------- | ----------------------------- |
|                   | Chi tiết | - Carvajal 74' - Vinícius 83' |